# نخل دم‌دار تنها
نخل دم‌دار تنها (نام علمی: Caryota urens) نام یک گونه از سرده نخل‌های دم‌دار است.

## نگارخانه

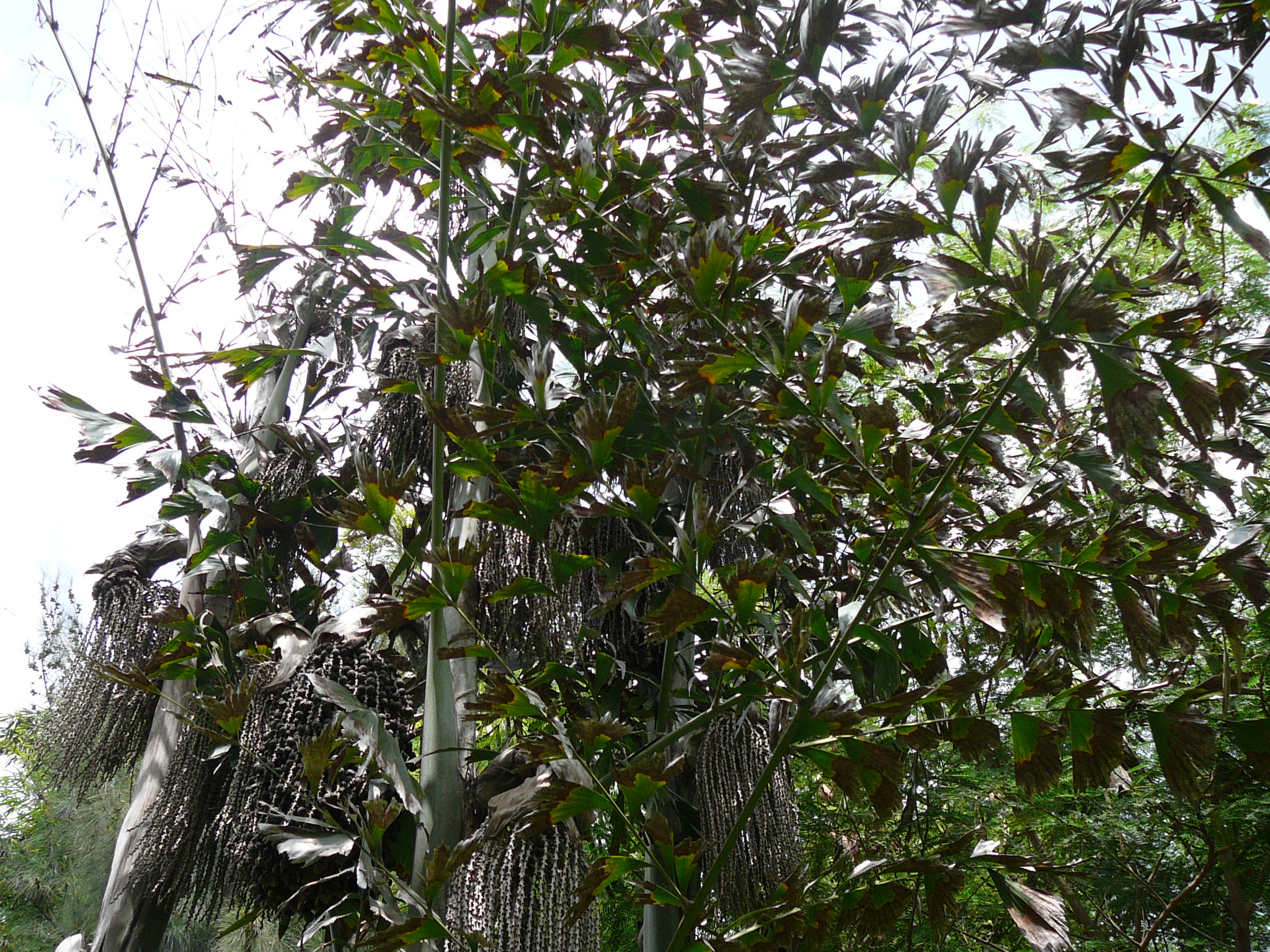
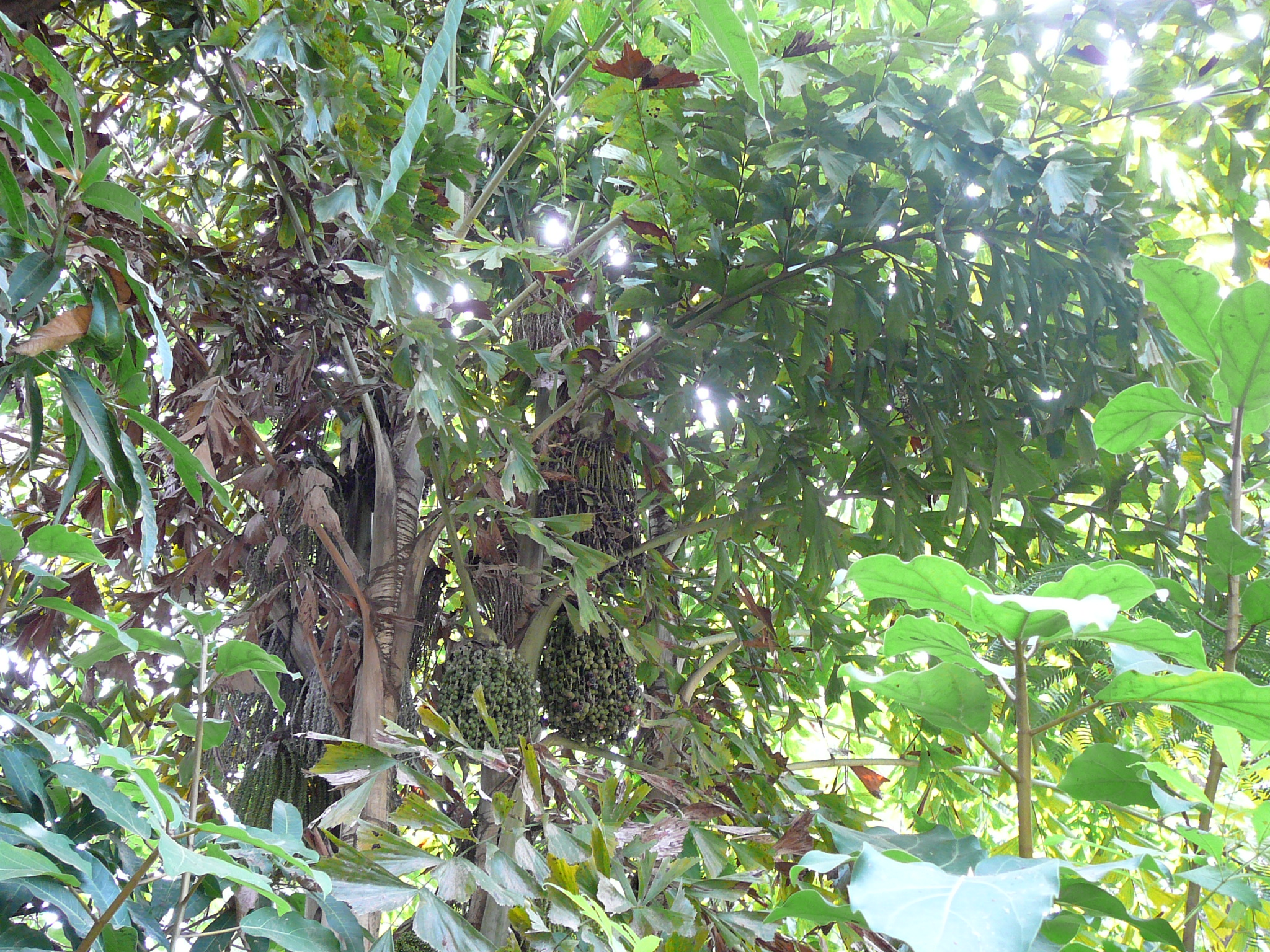